# Gijounet
Gijounet település Franciaországban, Tarn megyében. Lakosainak száma 122 fő (2022. január 1.). Gijounet Berlats, Fontrieu, Lacaune és Viane községekkel határos.

## Népesség
A település népességének változása:
| Lakosok száma | 134  | 119  | 121  | 133  | 129  | 131  | 134  | 135  | 128  | 122  |
|               | 2010 | 2013 | 2015 | 2016 | 2017 | 2018 | 2019 | 2020 | 2021 | 2022 |